# Bundestagswahlkreis Flensburg – Schleswig
Der Bundestagswahlkreis Flensburg – Schleswig (Wahlkreis 1) ist ein Wahlkreis in Schleswig-Holstein und umfasst die Stadt Flensburg und den Kreis Schleswig-Flensburg.

## Geschichte
Der Wahlkreis Flensburg – Schleswig wurde für die Bundestagswahl 1976 aus dem ehemaligen Wahlkreis Flensburg und dem nördlichen Teil des ehemaligen Wahlkreises Schleswig – Eckernförde neu gebildet. Das Gebiet des Wahlkreises wurde seitdem nicht verändert.

## Wahlkreisabgeordnete
| Wahl | Abgeordneter                           | Abgeordneter                           | Partei                                 | Stimmen in %                           |
| ---- | -------------------------------------- | -------------------------------------- | -------------------------------------- | -------------------------------------- |
| 1976 |                                        | Egon Bahr                              | SPD                                    | 49,0                                   |
| 1980 | 49,7                                   | Egon Bahr                              | SPD                                    |                                        |
| 1983 |                                        | Harm Dallmeyer                         | CDU                                    | 49,7                                   |
| 1987 |                                        | Wolfgang Börnsen                       | CDU                                    | 46,0                                   |
| 1990 | 47,2                                   | Wolfgang Börnsen                       | CDU                                    |                                        |
| 1994 | 45,6                                   | Wolfgang Börnsen                       | CDU                                    |                                        |
| 1998 |                                        | Wolfgang Wodarg                        | SPD                                    | 50,2                                   |
| 2002 | 48,7                                   | Wolfgang Wodarg                        | SPD                                    |                                        |
| 2005 | 44,2                                   | Wolfgang Wodarg                        | SPD                                    |                                        |
| 2009 |                                        | Wolfgang Börnsen                       | CDU                                    | 38,8                                   |
| 2013 |                                        | Sabine Sütterlin-Waack                 | CDU                                    | 42,5                                   |
| 2017 |                                        | Petra Nicolaisen                       | CDU                                    | 40,0                                   |
| 2021 |                                        | Robert Habeck                          | GRÜNE                                  | 28,1                                   |
| 2025 | kein – ungenügende Zweitstimmendeckung | kein – ungenügende Zweitstimmendeckung | kein – ungenügende Zweitstimmendeckung | kein – ungenügende Zweitstimmendeckung |

## Wahlergebnisse

### Bundestagswahl 2025
| Kandidaten                                                                      | Kandidaten                      | Parteien/Listen     | Erststimmen | Erststimmen | Zweitstimmen | Zweitstimmen |
| Kandidaten                                                                      | Kandidaten                      | Parteien/Listen     | Stimmen     | %           | Stimmen      | %            |
| ------------------------------------------------------------------------------- | ------------------------------- | ------------------- | ----------- | ----------- | ------------ | ------------ |
|                                                                                 | Johanna Helene Selbert          | SPD                 | 28.366      | 14,8        | 30.544       | 15,9         |
|                                                                                 | Petra Nicolaisen                | CDU                 | 50.822      | 26,5        | 47.683       | 24,9         |
|                                                                                 | Robert Habeck                   | GRÜNE               | 43.290      | 22,6        | 30.590       | 15,9         |
|                                                                                 | Christoph Georgios Anastasiadis | FDP                 | 4.484       | 2,3         | 7.065        | 3,7          |
|                                                                                 | Martin Neubauer                 | AfD                 | 28.824      | 15,0        | 29.267       | 15,3         |
|                                                                                 | Lorenz Gösta Beutin             | Die Linke           | 10.370      | 5,4         | 15.894       | 8,3          |
|                                                                                 | Stefan Seidler                  | SSW                 | 21.465      | 11,2        | 20.573       | 10,7         |
|                                                                                 | –                               | Die PARTEI          | –           | –           | 1.210        | 0,6          |
|                                                                                 | Arne Olaf Jöhnk                 | FREIE WÄHLER        | 1.544       | 0,8         | 1.136        | 0,6          |
|                                                                                 | Christian Schweckendieck        | Volt                | 1.451       | 0,8         | 1.450        | 0,8          |
|                                                                                 | –                               | MLPD                | –           | –           | 53           | 0,0          |
|                                                                                 | Stefan Andresen                 | BÜNDNIS DEUTSCHLAND | 646         | 0,3         | 329          | 0,2          |
|                                                                                 | –                               | BSW                 | –           | –           | 6.045        | 3,2          |
|                                                                                 | Uwe Krüger-Winands              | Einzelbewerber      | 470         | 0,2         | –            | –            |
| Gesamt                                                                          | Gesamt                          | Gesamt              | 191.732     | 100         | 191.839      | 100          |
|                                                                                 |                                 |                     |             |             |              |              |
| Ungültige Stimmen                                                               | Ungültige Stimmen               | Ungültige Stimmen   | 1.134       | 0,6         | 1.027        | 0,5          |
| Wähler                                                                          | Wähler                          | Wähler              | 192.866     | 83,1        | 192.866      | 83,1         |
| Wahlberechtigte                                                                 | Wahlberechtigte                 | Wahlberechtigte     | 232.158     |             | 232.158      |              |
|                                                                                 |                                 |                     |             |             |              |              |
| Anmerkung: kein Kandidat hat ein Direktmandat bekommen (siehe Wahlrechtsreform) |                                 |                     |             |             |              |              |
|                                                                                 |                                 |                     |             |             |              |              |
| Quellen: Die Bundeswahlleiterin, Kandidaten – Ergebnis                          |                                 |                     |             |             |              |              |

### Bundestagswahl 2021
Bei der Bundestagswahl 2021 trat erstmals seit langem wieder der Südschleswigsche Wählerverband (SSW) der dänischen Minderheit an; diese Partei ist von der 5-%-Sperrklausel befreit.
Neben dem direkt gewählten Robert Habeck (Grüne) konnten Petra Nicolaisen (CDU) und Stefan Seidler (SSW) über ihre jeweiligen Landeslisten in den Deutschen Bundestag einziehen. Für Robert Habeck und Stefan Seidler ist dies jeweils die erste Legislaturperiode im Bundestag. Petra Nicolaisen gehörte dem Bundestag bereits seit 2017 als direkt gewählte Abgeordnete an.
Stefan Seidler ist das erste Mitglied des Bundestages für den SSW seit 1953. Katrine Hoop war ebenfalls beim SSW, wechselte dann zu den Linken.
| Kandidaten                                            | Kandidaten                   | Parteien/Listen   | Erststimmen | Erststimmen | Zweitstimmen | Zweitstimmen |
| Kandidaten                                            | Kandidaten                   | Parteien/Listen   | Stimmen     | %           | Stimmen      | %            |
| ----------------------------------------------------- | ---------------------------- | ----------------- | ----------- | ----------- | ------------ | ------------ |
|                                                       | Petra Nicolaisen             | CDU               | 41.721      | 23,4        | 36.421       | 20,4         |
|                                                       | Franziska Brzrezicha         | SPD               | 38.927      | 21,8        | 45.508       | 25,5         |
|                                                       | Christoph Anastasiadis       | FDP               | 12.299      | 6,9         | 19.189       | 10,7         |
|                                                       | Robert Habeckgewählt im WK   | GRÜNE             | 50.231      | 28,1        | 33.300       | 18,6         |
|                                                       | Jan Petersen-Brendel         | AfD               | 9.768       | 5,5         | 10.317       | 5,8          |
|                                                       | Katrine Hoop                 | DIE LINKE         | 6.544       | 3,7         | 7.475        | 4,2          |
|                                                       | -                            | Die PARTEI        | –           | –           | 1.844        | 1,0          |
|                                                       | Arne Olaf Jöhnk              | FREIE WÄHLER      | 2.324       | 1,3         | 1.715        | 1,0          |
|                                                       | -                            | NPD               | –           | –           | 138          | 0,1          |
|                                                       | -                            | ÖDP               | –           | –           | 132          | 0,1          |
|                                                       | -                            | MLPD              | –           | –           | 12           | 0,0          |
|                                                       | Marko Wölbing                | dieBasis          | 3.357       | 1,9         | 2.866        | 1,6          |
|                                                       | -                            | DKP               | –           | –           | 40           | 0,0          |
|                                                       | Dariush Keshavarz Khorasgani | du.               | 227         | 0,1         | 118          | 0,1          |
|                                                       | Uwe Christiansen             | LKR               | 157         | 0,1         | 73           | 0,0          |
|                                                       | -                            | Die Humanisten    | –           | –           | 157          | 0,1          |
|                                                       | -                            | Tierschutzpartei  | –           | –           | 1.990        | 1,1          |
|                                                       | Stefan Seidler               | SSW               | 13.020      | 7,3         | 16.415       | 9,2          |
|                                                       | -                            | Team Todenhöfer   | –           | –           | 318          | 0,2          |
|                                                       | -                            | Volt              | –           | –           | 403          | 0,2          |
|                                                       | -                            | V-Partei³         | –           | –           | 194          | 0,1          |
| Gesamt                                                | Gesamt                       | Gesamt            | 178.575     | 100         | 178.625      | 100          |
|                                                       |                              |                   |             |             |              |              |
| Ungültige Stimmen                                     | Ungültige Stimmen            | Ungültige Stimmen | 1.537       | 0,9         | 1.487        | 0,8          |
| Wähler                                                | Wähler                       | Wähler            | 180.112     | 77,8        | 180.112      | 77,8         |
| Wahlberechtigte                                       | Wahlberechtigte              | Wahlberechtigte   | 231.536     |             | 231.536      |              |
|                                                       |                              |                   |             |             |              |              |
| Quellen: Die Bundeswahlleiterin, Kandidaten – Stimmen |                              |                   |             |             |              |              |

### Bundestagswahl 2017
Bei der Bundestagswahl 2017 waren 228.471 Einwohner wahlberechtigt, von denen 171.914 zur Wahl gingen. Die Wahlbeteiligung lag damit bei 75,2 %.
| Kandidaten                                            | Kandidaten                    | Parteien/Listen   | Erststimmen | Erststimmen | Zweitstimmen | Zweitstimmen |
| Kandidaten                                            | Kandidaten                    | Parteien/Listen   | Stimmen     | %           | Stimmen      | %            |
| ----------------------------------------------------- | ----------------------------- | ----------------- | ----------- | ----------- | ------------ | ------------ |
|                                                       | Petra Nicolaisengewählt im WK | CDU               | 68.120      | 40,0        | 58.320       | 34,2         |
|                                                       | Clemens Teschendorf           | SPD               | 47.711      | 28,0        | 40.388       | 23,7         |
|                                                       | Peter Wittenhorst             | GRÜNE             | 17.911      | 10,5        | 22.304       | 13,1         |
|                                                       | Christian Lucks               | FDP               | 11.147      | 6,5         | 18.955       | 11,1         |
|                                                       | Hermann Soldan                | DIE LINKE         | 12.144      | 7,1         | 14.002       | 8,2          |
|                                                       | Frank Hansen                  | AfD               | 10.583      | 6,2         | 11.653       | 6,8          |
|                                                       | -                             | NPD               | –           | –           | 349          | 0,2          |
|                                                       | Arne-Olaf Jöhnk               | FREIE WÄHLER      | 1.947       | 1,1         | 1.195        | 0,7          |
|                                                       | -                             | MLPD              | –           | –           | 59           | 0,0          |
|                                                       | -                             | BGE               | –           | –           | 843          | 0,5          |
|                                                       | -                             | ÖDP               | –           | –           | 297          | 0,2          |
|                                                       | -                             | Die PARTEI        | –           | –           | 2.100        | 1,2          |
|                                                       | Uwe Krüger-Winands            | Einzelbewerber    | 755         | 0,4         | –            | –            |
| Gesamt                                                | Gesamt                        | Gesamt            | 170.318     | 100         | 170.465      | 100          |
|                                                       |                               |                   |             |             |              |              |
| Ungültige Stimmen                                     | Ungültige Stimmen             | Ungültige Stimmen | 1.596       | 0,9         | 1.449        | 0,8          |
| Wähler                                                | Wähler                        | Wähler            | 171.914     | 75,2        | 171.914      | 75,2         |
| Wahlberechtigte                                       | Wahlberechtigte               | Wahlberechtigte   | 228.471     |             | 228.471      |              |
|                                                       |                               |                   |             |             |              |              |
| Quellen: Die Bundeswahlleiterin, Kandidaten – Stimmen |                               |                   |             |             |              |              |

### Bundestagswahl 2013
Bei der Wahl zum 18. Deutschen Bundestag am 22. September 2013 behielt der Wahlkreis Flensburg-Schleswig seinen bisherigen Zuschnitt unverändert bei.
Sabine Sütterlin-Waack (CDU) gewann den Wahlkreis. Nach dem Sieg der CDU bei der Landtagswahl in Schleswig-Holstein 2017 wurde sie am 28. Juni 2017 als Ministerin für Justiz, Europa, Verbraucherschutz und Gleichstellung ins Kabinett Günther I berufen und schied aus dem Bundestag aus. Kurz vor der Bundestagswahl 2017 rückte Thomas Jepsen für sie nach.
Zur Wahl waren im Wahlkreis 226.944 Einwohner wahlberechtigt, von denen 162.749 zur Wahl gingen. Die Wahlbeteiligung lag damit bei 71,7 %.
| Kandidaten                                            | Kandidaten                          | Parteien/Listen   | Erststimmen | Erststimmen | Zweitstimmen | Zweitstimmen |
| Kandidaten                                            | Kandidaten                          | Parteien/Listen   | Stimmen     | %           | Stimmen      | %            |
| ----------------------------------------------------- | ----------------------------------- | ----------------- | ----------- | ----------- | ------------ | ------------ |
|                                                       | Sabine Sütterlin-Waackgewählt im WK | CDU               | 68.235      | 42,5        | 61.347       | 38,2         |
|                                                       | Dirk Peddinghaus                    | SPD               | 59.718      | 37,2        | 52.396       | 32,6         |
|                                                       | Carsten-Peter Brodersen             | FDP               | 3.039       | 1,9         | 8.065        | 5,0          |
|                                                       | Marlene Löhr                        | GRÜNE             | 12.491      | 7,8         | 15.734       | 9,8          |
|                                                       | Heinz-Werner Jezewski               | DIE LINKE         | 7.436       | 4,6         | 9.084        | 5,7          |
|                                                       | Nadine Lindenberg                   | PIRATEN           | 3.418       | 2,1         | 3.183        | 2,0          |
|                                                       | -                                   | RENTNER           | –           | –           | 790          | 0,5          |
|                                                       | Wolfgang Schimmel                   | NPD               | 955         | 0,6         | 929          | 0,6          |
|                                                       | -                                   | MLPD              | –           | –           | 44           | 0,0          |
|                                                       | Hans Ulrich Post                    | AfD               | 5.234       | 3,3         | 6.563        | 4,1          |
|                                                       | -                                   | FREIE WÄHLER      | –           | –           | 1.042        | 0,6          |
|                                                       | -                                   | Tierschutzpartei  | –           | –           | 1.459        | 0,9          |
| Gesamt                                                | Gesamt                              | Gesamt            | 160.526     | 100         | 160.636      | 100          |
|                                                       |                                     |                   |             |             |              |              |
| Ungültige Stimmen                                     | Ungültige Stimmen                   | Ungültige Stimmen | 2.223       | 1,4         | 2.113        | 1,3          |
| Wähler                                                | Wähler                              | Wähler            | 162.749     | 71,7        | 162.749      | 71,7         |
| Wahlberechtigte                                       | Wahlberechtigte                     | Wahlberechtigte   | 226.944     |             | 226.944      |              |
|                                                       |                                     |                   |             |             |              |              |
| Quellen: Die Bundeswahlleiterin, Kandidaten – Stimmen |                                     |                   |             |             |              |              |

### Bundestagswahl 2009
Bei der Bundestagswahl 2009 gewann Wolfgang Börnsen (CDU) erstmals seit 1994 wieder den Wahlkreis, von 1998 bis 2005 war er über die Landesliste eingezogen. Wolfgang Wodarg (SPD) war nach drei Wahlkreissiegen in Folge nicht über die Landesliste abgesichert und schied aus dem Bundestag aus. Ingrid Nestle zog über Platz 1 der Grünen-Landesliste in den Bundestag ein, legte das Bundestagsmandat aber am 14. Juni 2012 nieder, um im Kabinett Albig als Staatssekretärin des Landesministerium Energiewende, Landwirtschaft, Umwelt und ländliche Räume vereidigt werden zu können. Nach ihrem Ausscheiden aus dem 17. Deutschen Bundestag rückte Arfst Wagner nach. Heinz-Werner Jezewski war Linke-Landespolitiker, als Bundestagskandidat nicht erfolgreich.
Es waren 225.216 Einwohner wahlberechtigt, von denen 163.329 zur Wahl gingen. Die Wahl hatte eine Beteiligung von 72,5 %.
| Kandidaten                                          | Kandidaten                    | Parteien/Listen   | Erststimmen | Erststimmen | Zweitstimmen | Zweitstimmen |
| Kandidaten                                          | Kandidaten                    | Parteien/Listen   | Stimmen     | %           | Stimmen      | %            |
| --------------------------------------------------- | ----------------------------- | ----------------- | ----------- | ----------- | ------------ | ------------ |
|                                                     | Wolfgang Börnsengewählt im WK | CDU               | 61.793      | 38,8        | 51.068       | 32,1         |
|                                                     | Wolfgang Wodarg               | SPD               | 52.139      | 32,7        | 41.793       | 26,3         |
|                                                     | Ingrid Nestle                 | GRÜNE             | 16.399      | 10,3        | 21.967       | 13,8         |
|                                                     | Jörg Petersen                 | FDP               | 15.292      | 9,6         | 24.187       | 15,2         |
|                                                     | Heinz-Werner Jezewski         | DIE LINKE         | 11.918      | 7,5         | 13.481       | 8,5          |
|                                                     | Kevin Stein                   | NPD               | 1.302       | 0,8         | 1.240        | 0,8          |
|                                                     | -                             | PIRATEN           | –           | –           | 3.385        | 2,1          |
|                                                     | -                             | RENTNER           | –           | –           | 1.821        | 1,1          |
|                                                     | -                             | DVU               | –           | –           | 159          | 0,1          |
|                                                     | -                             | MLPD              | –           | –           | 47           | 0,0          |
|                                                     | Hans-Werner Jarmer            | ZENTRUM           | 369         | 0,2         | –            | –            |
| Gesamt                                              | Gesamt                        | Gesamt            | 159.212     | 100         | 159.148      | 100          |
|                                                     |                               |                   |             |             |              |              |
| Ungültige Stimmen                                   | Ungültige Stimmen             | Ungültige Stimmen | 4.117       | 2,5         | 4.181        | 2,6          |
| Wähler                                              | Wähler                        | Wähler            | 163.329     | 72,5        | 163.329      | 72,5         |
| Wahlberechtigte                                     | Wahlberechtigte               | Wahlberechtigte   | 225.216     |             | 225.216      |              |
|                                                     |                               |                   |             |             |              |              |
| Quellen: Der Bundeswahlleiter, Kandidaten – Stimmen |                               |                   |             |             |              |              |

### Bundestagswahl 2005
Bei der Bundestagswahl 2005 waren 220.967 Einwohner wahlberechtigt, von denen 171.827 zur Wahl gingen. Die Wahlbeteiligung lag damit bei 77,8 %.
| Kandidaten                                          | Kandidaten                   | Parteien/Listen   | Erststimmen | Erststimmen | Zweitstimmen | Zweitstimmen |
| Kandidaten                                          | Kandidaten                   | Parteien/Listen   | Stimmen     | %           | Stimmen      | %            |
| --------------------------------------------------- | ---------------------------- | ----------------- | ----------- | ----------- | ------------ | ------------ |
|                                                     | Wolfgang Wodarggewählt im WK | SPD               | 74.802      | 44,2        | 66.099       | 39,1         |
|                                                     | Wolfgang Börnsen             | CDU               | 74.480      | 44,0        | 61.535       | 36,4         |
|                                                     | Grietje Bettin               | GRÜNE             | 7.068       | 4,2         | 13.597       | 8,0          |
|                                                     | Jörg Petersen                | FDP               | 5.347       | 3,2         | 16.397       | 9,7          |
|                                                     | Meenhard Enno Smit           | Die Linke.PDS     | 6.150       | 3,6         | 8.120        | 4,8          |
|                                                     | Artur Ludwig Nissen          | NPD               | 1.306       | 0,8         | 1.359        | 0,8          |
|                                                     | -                            | FAMILIE           | –           | –           | 2.025        | 1,2          |
|                                                     | -                            | MLPD              | –           | –           | 99           | 0,1          |
| Gesamt                                              | Gesamt                       | Gesamt            | 169.153     | 100         | 169.231      | 100          |
|                                                     |                              |                   |             |             |              |              |
| Ungültige Stimmen                                   | Ungültige Stimmen            | Ungültige Stimmen | 2.674       | 1,6         | 2.596        | 1,5          |
| Wähler                                              | Wähler                       | Wähler            | 171.827     | 77,8        | 171.827      | 77,8         |
| Wahlberechtigte                                     | Wahlberechtigte              | Wahlberechtigte   | 220.967     |             | 220.967      |              |
|                                                     |                              |                   |             |             |              |              |
| Quellen: Der Bundeswahlleiter, Kandidaten – Stimmen |                              |                   |             |             |              |              |

### Bundestagswahl 2002
Bei der Bundestagswahl 2002 waren 217.678 Einwohner wahlberechtigt, von denen 171.856 zur Wahl gingen. Die Wahlbeteiligung lag damit bei 78,9 %.
| Kandidaten                                          | Kandidaten                   | Parteien/Listen   | Erststimmen | Erststimmen | Zweitstimmen | Zweitstimmen |
| Kandidaten                                          | Kandidaten                   | Parteien/Listen   | Stimmen     | %           | Stimmen      | %            |
| --------------------------------------------------- | ---------------------------- | ----------------- | ----------- | ----------- | ------------ | ------------ |
|                                                     | Wolfgang Wodarggewählt im WK | SPD               | 82.845      | 48,7        | 74.934       | 44,0         |
|                                                     | Wolfgang Börnsen             | CDU               | 70.366      | 41,3        | 62.000       | 36,4         |
|                                                     | Grietje Bettin               | GRÜNE             | 7.440       | 4,4         | 15.544       | 9,1          |
|                                                     | Broder Schwensen             | FDP               | 7.052       | 4,1         | 12.688       | 7,5          |
|                                                     | Rainer Konrad Bachmann       | PDS               | 1.930       | 1,1         | 2.198        | 1,3          |
|                                                     | -                            | Schill            | –           | –           | 1.382        | 0,8          |
|                                                     | -                            | GRAUE             | –           | –           | 468          | 0,3          |
|                                                     | Arnim Häbel                  | PBC               | 588         | 0,3         | 457          | 0,3          |
|                                                     | -                            | NPD               | –           | –           | 323          | 0,2          |
|                                                     | -                            | REP               | –           | –           | 247          | 0,1          |
| Gesamt                                              | Gesamt                       | Gesamt            | 170.221     | 100         | 170.241      | 100          |
|                                                     |                              |                   |             |             |              |              |
| Ungültige Stimmen                                   | Ungültige Stimmen            | Ungültige Stimmen | 1.635       | 1,0         | 1.615        | 0,9          |
| Wähler                                              | Wähler                       | Wähler            | 171.856     | 78,9        | 171.856      | 78,9         |
| Wahlberechtigte                                     | Wahlberechtigte              | Wahlberechtigte   | 217.678     |             | 217.678      |              |
|                                                     |                              |                   |             |             |              |              |
| Quellen: Der Bundeswahlleiter, Kandidaten – Stimmen |                              |                   |             |             |              |              |

### Bundestagswahl 1998
Bei der Bundestagswahl 1998 waren 213.986 Einwohner wahlberechtigt, von denen 173.484 zur Wahl gingen. Die Wahlbeteiligung lag damit bei 81,1 %.
| Kandidaten                                          | Kandidaten                   | Parteien/Listen   | Erststimmen | Erststimmen | Zweitstimmen | Zweitstimmen |
| Kandidaten                                          | Kandidaten                   | Parteien/Listen   | Stimmen     | %           | Stimmen      | %            |
| --------------------------------------------------- | ---------------------------- | ----------------- | ----------- | ----------- | ------------ | ------------ |
|                                                     | Wolfgang Wodarggewählt im WK | SPD               | 85.820      | 50,2        | 80.745       | 47,2         |
|                                                     | Wolfgang Börnsen             | CDU               | 72.516      | 42,4        | 60.513       | 35,4         |
|                                                     | Manuel Ockert                | GRÜNE             | 5.526       | 3,2         | 10.861       | 6,3          |
|                                                     | Klaus Albersmeyer            | FDP               | 3.094       | 1,8         | 11.250       | 6,6          |
|                                                     | Rainer Konrad Bachmann       | PDS               | 1.750       | 1,0         | 2.269        | 1,3          |
|                                                     | -                            | Pro DM            | –           | –           | 1.816        | 1,1          |
|                                                     | -                            | DVU               | –           | –           | 1.735        | 1,0          |
|                                                     | Heinrich Marxen              | REP               | 1.420       | 0,8         | 614          | 0,4          |
|                                                     | Rolf Paul Hinrich Schurbohm  | GRAUE             | 687         | 0,4         | 541          | 0,3          |
|                                                     | Arnim Häbel                  | PBC               | 308         | 0,2         | –            | –            |
|                                                     | -                            | BFB-Die Offensive | –           | –           | 235          | 0,1          |
|                                                     | -                            | Die FRAUEN        | –           | –           | 202          | 0,1          |
|                                                     | -                            | ödp               | –           | –           | 181          | 0,1          |
|                                                     | -                            | NPD               | –           | –           | 156          | 0,1          |
| Gesamt                                              | Gesamt                       | Gesamt            | 171.121     | 100         | 171.118      | 100          |
|                                                     |                              |                   |             |             |              |              |
| Ungültige Stimmen                                   | Ungültige Stimmen            | Ungültige Stimmen | 2.363       | 1,4         | 2.366        | 1,4          |
| Wähler                                              | Wähler                       | Wähler            | 173.484     | 81,1        | 173.484      | 81,1         |
| Wahlberechtigte                                     | Wahlberechtigte              | Wahlberechtigte   | 213.986     |             | 213.986      |              |
|                                                     |                              |                   |             |             |              |              |
| Quellen: Der Bundeswahlleiter, Kandidaten – Stimmen |                              |                   |             |             |              |              |